# هتل پارس ائل‌گلی
هتل پارس ائل‌گلی هتلی پنج ستاره و مجهز در شهر تبریز مرکز استان آذربایجان شرقی است. نام این هتل از نام گردشگاه ائل‌گلی گرفته شده که در پیرامون آن قرار گرفته‌است.
در طی سال‌های ۷۱ – ۱۳۷۰ شرکت مهندسین مشاور گروه ۴ طراحی هتل پارس ائل گلی تبریز را آغاز و عملیات اجرایی آن اوایل سال ۱۳۷۴ در زمینی به مساحت ۳۷۰۰۰ متر مربع و زیر بنای ۲۸۰۰۰ متر مربع شروع شد. پس از یک دوره شش ساله در شهریور ۱۳۸۰ ساختمان آن به پایان رسید و در ۲۹ اسفند ۱۳۸۰ کار خود را با پذیرش مسافر آغاز نمود. برج اصلی هتل در ۱۷ طبقه و یک طبقه رستوران گردان طراحی شده است.

## پیشینه
طی سال‌های ۱۳۷۱–۱۳۷۰ شرکت مهندسین مشاور گروه ۴ طراحی هتل پارس ائل‌گلی تبریز را آغاز کرده و عملیات اجرایی آن اوایل سال ۱۳۷۴ در زمینی به مساحت ۳۷۰۰۰ متر مربع و زیر بنای ۲۸۰۰۰ متر مربع شروع شد. پس از یک دوره شش ساله در شهریور ۱۳۸۰ ساختمان آن به پایان رسیده و در ۲۹ اسفند ۱۳۸۰ کار خود را با پذیرش مسافر آغاز کرد. برج اصلی هتل ۱۷ طبقه بوده و دارای رستوران گردان است.

## حواشی
نامگذاری هتلی در یکی از مراکز اصلی گردشگری شهر ترک‌زبان تبریز به نام «پارس» باعث برخی انتقادات و برانگیختگی‌های محلی از زمان احداث بوده و هست.

## اتاق‌ها
چشم‌انداز اتاق های هتل پارس ائل‌گلی به کوه یا پارک ائل‌گلی است:
- اتاق دو تخته Twin (رو به کوه یا پارک)
- اتاق یک تخته بزرگ
- سوئیت دو خوابه یا کانکت
- اتاق دو تخته Double (رو به کوه یا پارک)

## امکانات
- ۲۰ باب اتاق یک تخته
- ۶۰ باب اتاق دو تخته چسبیده
- ۷۹ باب اتاق دو تخته جدا
- ۲۰ باب سوئیت رویال ۱۴۰ متری
- رستوران گردان با ۳۵۰ متر مربع مساحت
- سه رستوران لوکس
- سالن کنفرانس
- همایش و آمفی تئاتر
- سالن ضیافت
- دو سالن VIP
- لابی
- فضای سبز درون آتریوم
- تلویزیون کابلی و شبکه ماهواره‌ای و ویدئویی، سیستم کانال ماهواره‌ای مرکزی
- سالن بدنسازی
- استخر، سونای خشک و بخار، جکوزی
- سالن بیلیارد
- تهویه مطبوع
- کافی نت و اینترنت وایرلس
- بانک و غرفه‌های تجاری
- لباسشویی، کتابخانه، پارکینگ، اتاق کودک و روم سرویس ۲۴ ساعته
- ترانسفر فرودگاهی، گشت داخل و خارج شهری
- کلینیک[۲][۳]
- پله اضطراری
- آرایشگاه
- خدمات ویژه معلولین
- پارکینگ